# Orphans: Brawlers, Bawlers & Bastards
Orphans: Brawlers, Bawlers & Bastards är ett studioalbum på tre skivor av Tom Waits som släpptes på skivbolaget ANTI- den 17 november 2006 i Europa och den 21 november samma år i USA.
Albumet är en samling av 24 osläppta och 30 helt nya sånger. Var och en av de tre skivorna är menade vara som en samling i sig själv; på första skivan återfinns rock- och blueslåtar, på den andra finns melankoliska låtar och ballader och på den tredje skivan är de mer experimentella låtarna samlade. Även om man på albumet kan läsa "56 låtar, varav 30 nya" finns det bara 14 låtar som redan släppts på andra album. Waits har beskrivit albumet som:
| ” | En massa låtar som blev över på spisen när jag lagade mat, runt 60 stycken som vi samlat ihop. Några är från filmer, andra från samlingar. En del är grejer som inte passade på ett album, saker jag spelade in i garaget tillsammans med ungar. Kufiska grejer, föräldralösa låtar. | „ |

För att göra reklam för albumet genomförde Waits turnén "The Orphans Tour" innan skivan släpptes.

## Uppdelandet i tre skivor
Om beslutet att dela upp albumet i tre temaskivor med titlarna Brawlers, Bawlers och Bastards har Waits sagt:
| ” | Det var bara en stor hög med låtar. Det är som att ha en hel massa foto till en film. Det behöver ordnas upp på ett meningsfullt sätt så att det blir en balanserad upplevelse att lyssna på. Man har den här stora lådan med en massa saker i och det har inte riktigt någon mening innan det är uppdelat i ordningsföljd. Det tog lite tid. Det är en uppdelning efter tema och takt och allt sånt. Det finns olika källor till alla dessa låtar och de skrevs vid olika tillfällen. Att få dem att fungera ihop är det viktiga. | „ |

Brawlers, den mest rock- och bluesinfluerade skivan, innehåller låtar som handlar om allt från misslyckade relationer ("Lie to Me", "Walk Away"), översvämningar och andra faror ("2:19") till politiska låtar ("Road to Peace") som handlar om Israel-Palestina-konflikten. Den innehåller även låtar influerade av bluesig gospel ("Ain't Goin' Down to the Well", "Lord I've Been Changed") och sentimentala låtar ("Lucinda", "Sea of Love").
Bawlers är sammansatt av främst nedstämda nummer och sätter därmed stopp för fansens väntan på ballader från tidigare album (speciellt låtarna "Bend Down the Branches", "Little Drop of Poison" , "Fannin Street", "Little Man", and "Widow's Grove"). Låten "Down There by the Train" skrev Waits till Johnny Cash och fanns med på Cash American Recordings. Waits hävdar att han från början ville kalla Bawlers för Shut Up and Eat Your Ballads (ungefär "Håll käft och ät dina ballader").
Bastards avhandlar Waits experimentella sida och börjar med en anpassad version av Bertholt Brechts dikt "What Keeps Mankind Alive?" (musik av Kurt Weill) och fortsätter med en låt baserad på Georg Büchners pjäs Woyzeck ("Children's Story") som Waits skrev musiken till och senare släppte på albumet Blood Money. Skivan innehåller även andra låtar baserade på litterära verk. Bland annat "Nirvana" som är en dikt om upplysning av Charles Bukowski samt två låtar, "Home I'll Never Be" och "On the Road", vars text Jack Kerouac skrivit.

## Mottagande
Albumet fick mestadels väldigt positiv kritik. Det hamnade på andra plats på Metacritics lista över de 30 bästa albumen 2006, precis efter Ali Farka Tourés Savane och det nominerades till Shortlist Music Prize samma år.

## Alternativa versioner
Några skivor såldes med Waits autograf. En begränsad upplaga släpptes med en vinylsingel som innehöll låtarna "Lie to me" and "Crazy about my baby".

## Topplistor
| Lista         | Högsta position |
| ------------- | --------------- |
| Billboard 200 | 74              |
| Australien    | 56              |
| Österrike     | 15              |

## Låtlista
Låtarna skrivna av Tom Waits och Kathleen Brennan, där inget annat namn anges.

### Skiva ett:Brawlers
1. "Lie to Me" – 2:10
2. "LowDown" – 4:15
3. "2:19" – 5:02
4. "Fish in the Jailhouse" – 4:22
5. "Bottom of the World" – 5:42
6. "Lucinda" – 4:52
7. "Ain't Goin' Down to the Well" (Lead Belly, John Lomax, Alan Lomax) – 2:28
8. "Lord I've Been Changed" (trad. arr. Waits, Brennan) – 2:28
9. "Puttin' on the Dog" – 3:39
10. "Road to Peace" – 7:17
11. "All the Time" – 4:33
12. "The Return of Jackie and Judy" (Joey Ramone, Johnny Ramone, Dee Dee Ramone) – 3:28
  - Tidigare släppt på en hyllningsskiva till The Ramones vid namn We're a Happy Family (2003)
13. "Walk Away" – 2:43
  - Tidigare släppt på soundtracket till filmen Dead Man Walking
14. "Sea of Love" (Phil Phillips, George Khoury) – 3:43
  - Tidigare släppt på soundtracket till filmen Sea of Love
15. "Buzz Fledderjohn" – 4:12
  - Tidigare släppt på singeln "Hold On"
16. "Rains on Me" (Waits, Chuck E. Weiss) – 3:20
  - Tidigare släppt på albumet Free the West Memphis 3.

### Skiva två:Bawlers
1. "Bend Down the Branches" – 1:06
  - Tidigare släppt på For the Kids (2002), ett album med inspelningar av barnsånger med olika artister
2. "You Can Never Hold Back Spring" – 2:26
3. "Long Way Home" – 3:10
  - Tidigare släppt på soundtracket till filmen Big Bad Love (2001)
  - (Norah Jones hade med en coverversion av låten på hennes album Feels like Home 2004)
4. "Widow's Grove" – 4:58
5. "Little Drop of Poison" – 3:09
  - Tidigare släppt på soundtracket till filmerna End of the Violence och Shrek 2
6. "Shiny Things" – 2:20
7. "World Keeps Turning" – 4:16
  - Tidigare släppt på soundtracket till filmen Pollack
8. "Tell It to Me" – 3:08
9. "Never Let Go" – 3:13
10. "Fannin Street" – 5:01 
  - Finns med på John P. Hammond album Wicked Grin (2001) som Waits producerade
11. "Little Man" (Teddy Edwards) – 4:33
12. "It's Over" – 4:40
13. "If I Have to Go" – 2:15
  - Från början från Waits musikal Franks Wild Years från 1986 men den fanns inte med på Waits studioalbum med samma namn.[8]
14. "Goodnight Irene" (Lead Belly, Gussie L. Davis) – 4:47
15. "The Fall of Troy" – 3:01
  - Tidigare släppt på soundtracket till filmen Dead Man Walking
16. "Take Care of All My Children" – 2:31
17. "Down There by the Train" – 5:39
18. "Danny Says" (Joey Ramone, Johnny Ramone, Dee Dee Ramone) – 3:05
19. "Jayne's Blue Wish" – 2:29
  - Tidigare släppt på soundtracket till filmen Big Bad Love
20. "Young at Heart" (Carolyn Leigh, Johnny Richards) – 3:41

### Skiva tre:Bastards
1. "What Keeps Mankind Alive" (Kurt Weill/Bertolt Brecht) – 2:09
  - Från musikalen Threepenny Opera
  - Tidigare släppt på en hyllningsskiva till Weill vid namn Lost in the Stars: The Music of Kurt Weill
2. "Children's Story" – 1:42
  - Baserad på Georg Büchners Woyzeck (public domain)
3. "Heigh Ho" (Frank Churchill / Larry Morey) – 3:32 
  - Från Walt Disneys film Snövit och de sju dvärgarna från 1937
  - Tidigare släppt på en hyllningsskiva till Walt Disney vid namn Stay Awake: Various Interpretations of Music from Vintage Disney Films (1988)
4. "Army Ants" – 3:25
5. "Books of Moses" (Skip Spence) – 2:49
  - Tidigare släppt på en hyllningsskiva till Spence vid namn More Oar (1999) samt på hans soloalbum Oar.
6. "Bone Chain" – 1:03
7. "Two Sisters" (traditional, arr by Waits / Brennan) – 4:55
8. "First Kiss" – 2:40
9. "Dog Door" (Waits/Brennan/Linkous) – 2:43
  - Tillsammans med gruppen Sparklehorse; tidigare släppt på deras album It's a Wonderful Life
10. "Redrum" – 1:12
11. "Nirvana" – 2:12
  - Text av Charles Bukowski
12. "Home I'll Never Be" – 2:28
  - Text av Jack Kerouac
13. "Poor Little Lamb" (Kennedy / Waits) – 1:43
14. "Altar Boy" – 2:48
  - Från början skriven till Alice; en tidigare version finns på The Alice Demos med titeln "What Became Of Old Father Craft?" [9]
15. "The Pontiac" – 1:54
16. "Spidey's Wild Ride" – 2:03
17. "King Kong" (Daniel Johnston) – 5:29
  - Tidigare släppt på en hyllningsskiva till Spence vid namn The Late Great Daniel Johnston: Discovered Covered (2004)
18. "On the Road" – 4:14
  - Text av Jack Kerouac
19. "Dog Treat" (Bonuslåt) – 2:56
20. "Missing My Son" (Bonuslåt) – 3:38

## Medverkande
- Sång – Tom Waits
- Gitarr – Tom Waits, Dave Alvin, Joe Gore, Brett Gurewitz, Ron Hacker, Mike Knowlton, Larry LaLonde, Mark Linkous, Marc Ribot, Sullivan Waits
- Steel Guitar – Bobby Black
- Banjo – Bent Clausen, Harry Cody, Eddie Davis
- Bass – Matt Brubeck, Les Claypool, Greg Cohen, Seth Ford-Young, Trevor Horn, Adam Lane, Mark Linkous, Eric Perney, Mike Silverman, Matthew Sperry, Larry Taylor, Leroy Vinnegar
- Piano – Bent Clausen, Art Hillery, Steve Prutsman, Francis Thumm
- Tramporgel – Tom Waits
- Chamberlin – Mitchell Froom
- Keyboards – Tom Waits, Gary Knowlton
- Dragspel – Dan Cantrell, Guy Klesevik
- Munspel – John Hammond, Charlie Musselwhite
- Visselpipa – Anges Amar
- Waterphone – Richard Waters
- Trummor – Michael Blair, Billy Higgins, Mark Linkous, Casey Waits
- Slagverk – Tom Waits, Ray Armando, Michael Blair, Andrew Borger, Brain, Steve Foreman, Stephen Hodges, Gino Robair, Jeff Sloan
- Koklocka – Bobby Baloo
- Insekten – Tom Nunn
- Buller – Bobby Baloo
- Fiol – Carla Kihlstedt, Darrel Devore
- Horn – Nic Phelps
- Trumpet – Ara Anderson, Chris Grady, Paul "Hollywood" Litteral, Nolan Smith
- Trombon – Jimmy Cleveland, Bob Funk, Tom Yoder
- Saxofon – Ralph Carney, Crispin Cioe, Arno Hecht, Colin Stetson
- Klarinett – Dan Plonsey, Bebe Risenfors
- Bamboo Klarinett – Bart Hopkins